# Tomajmonostora
Tomajmonostora je vas na Madžarskem, ki upravno spada pod podregijo Tiszafüredi Županije Jász-Nagykun-Szolnok.